# Strohdachhaus Leimbach

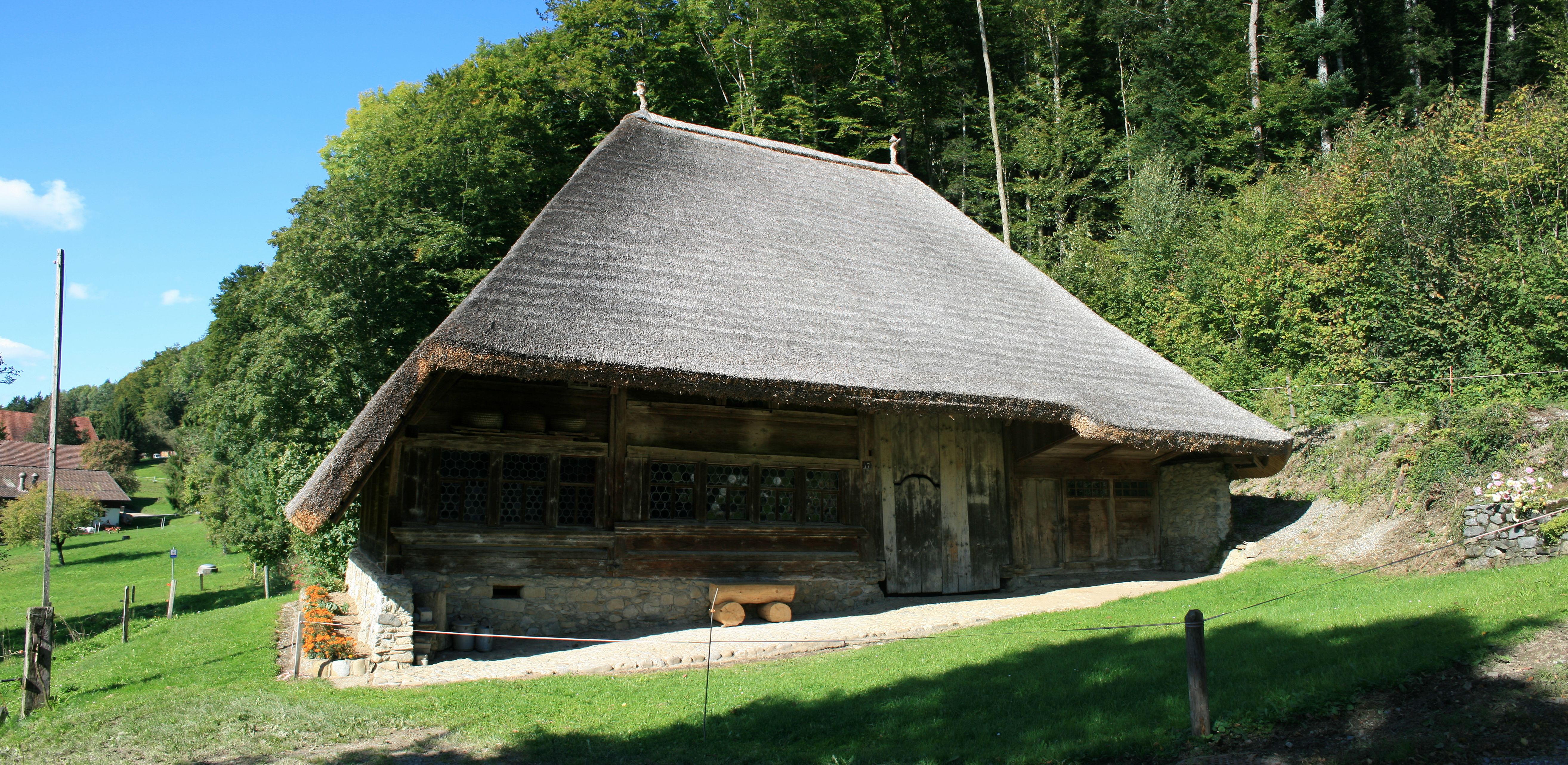
Strohdachhaus

Das Strohdachhaus Leimbach ist ein mit Stroh gedecktes ehemaliges Bauernhaus und das letzte seiner Art in der Aargauer Gemeinde Leimbach. Es steht unter Heimatschutz.

## Lage
Das Haus liegt im oberen Wynetal, etwas abseits vom Weiler Seeberg. Vom Weiler her ist es über eine Naturstrasse zu erreichen.

## Bau
Bei den Strohdachhäusern, wie es auch hier auf dem Seeberg zu finden ist, handelt es sich um die älteste aargauische Häuserform. Es ist als Ständerhaus mit Hochstüden gebaut, das mit Stroh gedeckt ist. Die Fenster sind mit Butzenscheiben bestückt. Der Rauchabzug über dem Herd, in dem früher Speck und Würste geräuchert wurden, ist aus mit Lehm überzogenem Rutengeflecht erstellt worden. Auf dem Balken über dem Tor zum Tenn ist die Jahreszahl 1783 eingeschnitzt, was dem Baujahr des Hauses entsprechen dürfte.
Im Herbst 2011 wurde das Dach letztmals erneuert.